# Iglesia de Santa Marina (Andújar)
La iglesia de Santa Marina es un antiguo edificio de culto católico situado en la localidad Jienense de Andújar, en (España)|provincia de Jaén]].

## Historia
La iglesia se emplaza sobre el solar de lo que al parecer fue la antigua mezquita, en el actual centro histórico urbano de la ciudad, antiguo recinto amurallado. Santa Marina fue consagrada en el siglo XIII y es la más antigua iglesia del municipio dedicada al culto cristiano. Construida originalmente en estilo gótico, sufrió importantes transformaciones en la primera mitad del siglo XVII que comenzaron en 1646, de la mano del maestro mayor de obras del Obispado de Jaén, Juan de Aranda Salazar, por orden del entonces obispo Baltasar Moscoso y Sandoval, momento en el que se añaden a la construcción original la capilla mayor y la sacristía, dando como resultado un armonioso conjunto de volúmenes interiores y un aspecto exterior de tintes mudéjares, similar a otros inmuebles de la localidad.
Santa Marina fue suprimida como parroquia por decreto gubernamental en 1843 por lo que sus bienes pasaron a depender de la parroquia de Santa María de la misma localidad, permaneciendo desde entonces cerrada al culto salvo en ocasiones y festividades especiales. De 1994 a 2004 se usó como espacio cultural, hasta que tuvo que cerrarse debido a fisuras en la bóveda. En 2016 se comenzaron las obras de restauración y rehabilitación del inmueble.

## Descripción
La iglesia se levanta a finales del siglo XIII como un edificio gótico de nueva planta con tres naves longitudinales y cabecera plana.
En el interior la nave central, de mayores proporciones, se cubre mediante una bóveda de cañón con lunetos dividida en cinco tramos mediante arcos fajones y decorada por unas finas cenefas de yesería de color ocre que recorren las aristas de los lunetos, los arcos y la línea de impostas; en las claves de los lunetos se integran estrellas de ocho puntas y rombos en los tímpanos. Las naves laterales, de menores dimensiones, se separan de la central mediante arcos formeros de medio punto apeados sobre pilares cuadrados de aristas planas. En ellas destacan las bóvedas de crucería con ojivas que cubren la zona antepresbiterial y que conservan el trazado gótico original del templo; el resto de tramos laterales se cubren con bóvedas de aristas simples.
El presbiterio, elevado sobre gradas, queda cerrado por una reja del siglo XIX de hierro forjado y separado del resto del edificio mediante un arco triunfal. Está cubierto por una bóveda semiesférica sobre pechinas en las que se insertan cuatro escudos heráldicos pertenecientes a la familia Pérez de Vargas y Palomino Pérez de Santa Marina y Cobo, los patronos que promovieron las reformas del templo a mediados del siglo XVII. Desde la parte del evangelio de la capilla mayor se accede al resto de dependencias internas, entre las que se encuentra la sacristía, una pieza cúbica adosada al edificio original y en la que destaca el artesonado formado por vigas sobre canes tallados con motivos de acanto y jácenas y zapatas dobles sobre las que descansan las vigas menores, todo ello apoyado en una esbelta columna toscana sobre pedestal situada en el centro de la estancia.
En el exterior, el edificio se resuelve como un volumen cuadrado al cual se adosan en el siglo XVII la espadaña y la portada oeste. La portada principal del templo, ligeramente descentrada por la presencia de la espadaña, consiste en un arco de medio punto sobre pilastras toscanas, rematado por una cornisa sobre la que se abre una hornacina avenerada, todo ello coronado por un frontón triangular flanqueado por pilastrillas rematadas en ménsulas; la cornisa presenta en los extremos pináculos decorativos. Sobre la portada se abre una ventana de medio punto.
La torre-espadaña, pese a su austero aspecto, es una de las más representativas de la localidad. Consiste en un primer cuerpo realizado en tosco aparejo de cantería, y un segundo cuerpo dividido en dos pisos, el primero formado por dos arcos de medio punto, sobre los que se eleva el piñón o segundo piso, con un solo vano de medio punto en el centro y todo ello rematado por un frontón triangular.

## Estatus patrimonial
La Iglesia de Santa Marina de Andujar es un inmueble declarado Bien de Interés Cultural, con la tipología de Monumento, inscrito como tal en el Catálogo General del Patrimonio Histórico Andaluz por Decreto 13/2010, de 12 de enero,  de la consejería de Cultura de la Junta de Andalucía. Goza del nivel de protección establecido para dichos bienes en la Ley 14/2007, de 26 de noviembre, del Patrimonio Histórico de Andalucía,.